# Break Up
Break Up és un àlbum de col·laboració entre Pete Yorn i Scarlett Johansson gravat el 2006. El primer single, Relator, va ser publicat en format digital el 25 de maig de 2009. L'àlbum complet va ser publicat per Atco/Rhino el 15 de setembre de 2009.

## Llista de cançons
| Nº | Títol                   | Durada |
| -- | ----------------------- | ------ |
| 1  | Relator                 | 2:34   |
| 2  | Wear And Tear           | 3:21   |
| 3  | I Don't Know What To Do | 3:30   |
| 4  | Search Your Heart       | 3:00   |
| 5  | Blackie's Dead          | 2:37   |
| 6  | I Am The Cosmos         | 2:46   |
| 7  | Shampoo                 | 3:04   |
| 8  | Clean                   | 3:48   |
| 9  | Someday                 | 4:17   |